# キューバの国章
キューバの国章（キューバのこくしょう）は、盾、ファスケスは戴いたフリジア帽、片方を樫の枝に、もう片方を月桂樹に支えられている。紋章はミゲル・デ・テウルベ・トロンによって制定され、1906年4月24日に採用された。国旗や国歌同様、キューバ革命によって社会主義国となった後も変更される事なく使用され続けている。

## 盾
盾は三つの部位に分けられる。
チーフには二つの岩の間に鍵があり、背景の新しい共和国の興隆を表す輝く日章と共に、メキシコ湾の鍵というキューバの地理的な地勢を象徴している。
向かって左に位置する部分（デキスター）にはライト・ブルーの背景に、二つのホワイトのストライプ（ベンド・シニスター）があり、島を分ける三つの管区、Oriental, Central y Occidental (東部、中央部及び西部)を表している。
向かって右に位置する部分（シニスター）には、山、緑の植物、キューバの国木ロイヤル・パルムからなる紋章の風景があり、キューバの豊かな土壌を表している。

## サポーター
一方に樫の枝が、他方には月桂樹が盾を支えている。樫の枝は国家の強さを象徴し、月桂樹は名誉と栄光を象徴している。これらのシンボルは人間の権利を表すことを意味している。

## ヘルム/クレスト
フリジア帽 (Gorro Frigio) もしくはファスケスは自由は頂上に位置し、王冠は自由の象徴であり、孤星は独立を表している。